# Dieter Cunz
Dieter Cunz (* 4. August 1910 in Höchstenbach; † 17. Februar 1969 in Columbus (Ohio)) war ein deutscher Historiker und Germanist, der 1935 zunächst in die Schweiz und 1938 in die USA emigrierte. Nach einer Lehrtätigkeit an der Deutschen Abteilung der University of Maryland, Baltimore war er ab 1957 Professor für deutsche Literatur und Leiter der Germanistischen Abteilung an der Ohio State University (OSU). Seine Forschungsinteressen galten vor allem der Geschichte der deutschen Einwanderung nach Amerika, der deutschen Literatur des achtzehnten Jahrhunderts und den Methoden des Deutschunterrichts.

## Leben

### Vor der Emigration
Dieter Cunz, über dessen Mutter Hedwig (geborene Silbersiepe) weiter nichts bekannt ist, war der Sohn des evangelischen Pfarrers Paul Cunz. Die Familie lebte in Höchstenbach, bevor sie 1917 nach Wiesbaden-Schierstein verzog, wo Paul Cunz bis 1935 Pfarrer war.
Von 1920 bis 1929 besuchte Cunz ein Humanistisches Gymnasium in Wiesbaden und bestand hier auch das Abitur. Von 1929 bis 1934 studierte er Geschichte, Germanistik und Theologie in München, Leipzig und zuletzt an der Goethe-Universität in Frankfurt am Main, wo er 1934 im Fach Geschichte mit einer Arbeit über Johann Kasimir (Pfalz-Simmern) promoviert wurde. Frankfurt war für Cunz, der hier seit 1931 studierte, aber nicht nur der Ort, an dem er seine akademische Ausbildung beendete. Er war aktives Mitglied der Roten Studentengruppe (RSG), die sich gegen den Vormarsch der Nazis in und außerhalb der Universität engagierte, und er lernte bei Treffen der RSG auch Richard Plaut (später Richard Plant) und Oskar Koplowitz (später Oskar Seidlin) kennen. Die drei konnten „ihre Homosexualität für die damalige Zeit in der großstädtisch-liberalen Atmosphäre Frankfurts verhältnismäßig oﬀen leben“, und „Koplowitz und Cuntz waren später (bis zu ihrem Tod) ein Paar“.

### Zwischenspiel Schweiz
Koplowitz und Plaut flohen bereits am 27. Februar 1933 von Frankfurt nach Basel. Sie waren in Deutschland doppelt bedroht: als Juden und als Homosexuelle, aber als Grund für die Exilgewährung in der Schweiz wurde ausschließlich ihr Jüdischsein anerkannt, was Plaut 1991 zu der Aussage bewog: „Ich bin als Jude emigriert, um als Schwuler zu überleben“.
In Basel bewohnten Koplowitz und Plaut ein kleines Zimmer, und sie hatten sich als Studenten an der Universität immatrikuliert, um so die Aufenthaltsbewilligung zu erhalten. 1935 stieß auch Cunz zu ihnen.

“But the granting of the Ph.D. meant to Cunz not the "commencement" of his academic life, but its end--at least in Germany. A dedicated and outspoken opponent of Hitler, he left his homeland immediately after having finished his university studies and went to Switzerland. Here he lived--meagerly enough--from his writings for various newspapers. In addition, during his four years in Switzerland he produced no less than three books: a short monograph on the great Swiss reformer Ulrich Zwingli, a collection of "Fairy Tales for Adults," Um uns herum, and a Constitutional History of Europe Since the Early 16th Century. The last work was published as a concise handbook for the layman in one of the most distinguished and popular scholarly book series.”

„Die Verleihung des Doktortitels bedeutete für Cunz jedoch nicht den „Beginn“ seines akademischen Lebens, sondern dessen Ende – zumindest in Deutschland. Als engagierter und unverblümter Gegner Hitlers verließ er sein Heimatland unmittelbar nach Abschluss seines Studiums und ging in die Schweiz. Hier lebte er – recht bescheiden – von seinen Schriften für verschiedene Zeitungen. Darüber hinaus verfasste er während seiner vier Jahre in der Schweiz nicht weniger als drei Bücher: eine kurze Monografie über den großen Schweizer Reformator Ulrich Zwingli, eine Sammlung von „Märchen für Erwachsene“, Um uns herum, und eine Verfassungsgeschichte Europas seit dem frühen 16. Jahrhundert. Das letzte Werk erschien als kompaktes Handbuch für Laien in einer der renommiertesten und beliebtesten wissenschaftlichen Buchreihen.“

Um überleben zu können, war allerdings mehr erforderlich. Cunz übernahm Gelegenheitsarbeiten und gab Nachhilfestunden und verfasste zusammen mit seinen beiden Freunden unter dem Pseudonym Stefan Brockhoff eine Reihe von Kriminalromanen. Zu den Hintergründen heißt es auf der Webseite der 42erAutoren e.V.;

„Die Fremdenpolizei und der Schweizerische Schriftstellerverband machten es den Emigranten nicht leicht, sondern untersagten Veröffentlichungen. Deshalb schufen die drei sich ein Pseudonym. Dieter Cunz’ Mutter wohnte in der Brockhoffstraße, und so wählte man diesen Namen für die Krimis, die die drei Autoren ausschließlich wegen des Gelderwerbs schrieben. Vier wurden es insgesamt, ein fünfter ist eher ein Liebesroman, auch wenn ein Kommissar darin vorkommt.
Da alle von ihrer wissenschaftlichen Ausrichtung her literarisch vorbelastet waren, dürfte das Pseudonym aber auch eine Art Absicherung gewesen sein, um die akademische Karriere nicht zu gefährden. Wo ihre literarischen Interessen tatsächlich lagen, kann man am ersten Krimi „Schuß auf die Bühne“ erkennen. Das Theater steht im Mittelpunkt der Mordgeschichte, und man merkt durchaus, mit welchem Spaß die drei an diesem Krimi arbeiteten.“

Im August 1938 konnte Cunz mit Unterstützung seiner in Woodhaven (Queens) lebenden Cousine Tillie H. Cunz in die USA einreisen.

### Karriere in den USA
Dieter Cunz übte nach seiner Ankunft in den USA einige Gelegenheitsjobs in New York aus, bevor er 1939 ein Stipendium der Carl Schurz Memorial Foundation erhielt. Sein Auftrag war es, die Geschichte der Society for the History of Germans in Maryland (SHGM) und damit die deutsch-amerikanischen Geschichte in Maryland aufzuarbeiten. Das Stipendium wurde mehrmals verlängert und führte im November 1948 zur Veröffentlichung des Buches The Maryland Germans. Dem vorausgegangen waren „eine ganze Reihe von Aufsätzen zu Detailfragen (auch sprachlichen wie z. B. zu Straßennamen)“. Cunz war der SHGM auch als Sekretär verbunden und wurde 1944 in den Vorstand der Gesellschaft gewählt. Nach seinem Weggang aus Maryland im Jahre 1957 wurde er zum Ehrenmitglied der Gesellschaft ernannt, und er übernahm die redaktionelle Leitung der künftigen Berichte. Oskar Seidlin würdigte ihn als einen „der bedeutendsten und produktivsten amerikanischen Autoren der Einwanderungsgeschichte“. Dass Cunz möglicherweise ein beschönigendes Bild der deutschen Immigration zeichnete, deutet Utz Maas an.

„In seiner Darstellung der deutschen Immigration in den USA [..] singt er das hohe Lob nicht nur der problemlosen Integration deutschsprachiger Immigranten, sondern ihres konstruktiven Beitrages zur US-amerikanischen Kultur – von Carl Schurz bis W. von Braun, wobei die Journalisten einen bevorzugten Platz einnehmen. Darin spiegelt sich unter Verdrängung der Probleme (die es nach ihm nur in der anti-deutschen Welle im Ersten Weltkrieg gegeben hat [..]) sicherlich die Autobiographie eines erfolgreichen Immigranten.“

1939 startete Cunz auch seine akademische Karriere mit der Übernahme eines Lehrauftrages an der  University of Maryland, der er bis 1957 verbunden blieb. Seit 1943 war er dort Assistenzprofessor, ab 1947 außerordentlicher Professor und schließlich von 1949 bis 1957 ordentlicher Professor für Germanistik. Die Schwerpunkte seiner universitären Arbeiten erschließen sich nur indirekt aus dem von Walter Knoche publizierten Publikationsverzeichnis. Die dort für die Jahre 1940 bis 1956 aufgeführten Veröffentlichungen machen deutlich, dass die Immigrationsgeschichte sein ausschließliches Thema war.
1957 Übernahm Cunz die Professor für deutsche Literatur an der Ohio State University und wurde Vorsitzender des Fachbereichs Deutsch. Er wurde hier der Nachfolger von Bernhard Blume und Kollege seines Lebensgefährten Oskar Seidlin, der hier bereits seit 1946 als Professor für deutsche Sprache und Literatur lehrte. Die Forschungsschwerpunkte von Cunz blieben weiterhin deutsch-amerikanische Studien und die deutsche Literatur des 18. Jahrhunderts, aber es kam ein weiterer hinzu: Methoden des Deutschunterrichts und insbesondere die Vermittlung der deutschen Sprache im Unterricht in der universitären Grund- und Mittelstufe. Bereits 1958 war er Co-Autor des Lehrbuches German for Beginners, das 1965 in Zusammenarbeit mit dem aus Deutschland stammenden Ulrich Groenke in überarbeiteter Form neu aufgelegt wurde.
Oskar Seidlins Ausführungen über die The Cunz Administration zeichnen ein überaus erfolgreiches Wirken von Cunz an der OSU, das von internationaler Zusammenarbeit ebenso geprägt war wie von den Vergaben renommierter Stipendien an OSU-Absolventen. Der häufige Gebrauch des Pronomens "wir" signalisiert zugleich, dass zwischen Cunz und Seidlin über die private Beziehung hinaus auch eine erfolgreiche berufliche Zusammenarbeit bestand, die sich in zahlreichen inner- und außeruniversitären Auszeichnungen für sie und die deutsche Abteilung niederschlug.

“So recognized, the German Department of the Ohio State University would indeed be in a position to celebrate cheerfully the hundredth anniversary of its university, if on the eve of the centennial year a heavy shadow had not fallen upon it. In February 1969 Dieter Cunz suddenly died at the age of 58.”

„Angesichts dieser Anerkennung hätte die Germanistikabteilung der Ohio State University tatsächlich allen Grund gehabt, das hundertjährige Bestehen ihrer Universität fröhlich zu feiern, wäre nicht am Vorabend des Jubiläumsjahres ein schwerer Schatten auf sie gefallen. Im Februar 1969 verstarb Dieter Cunz plötzlich im Alter von 58 Jahren.“

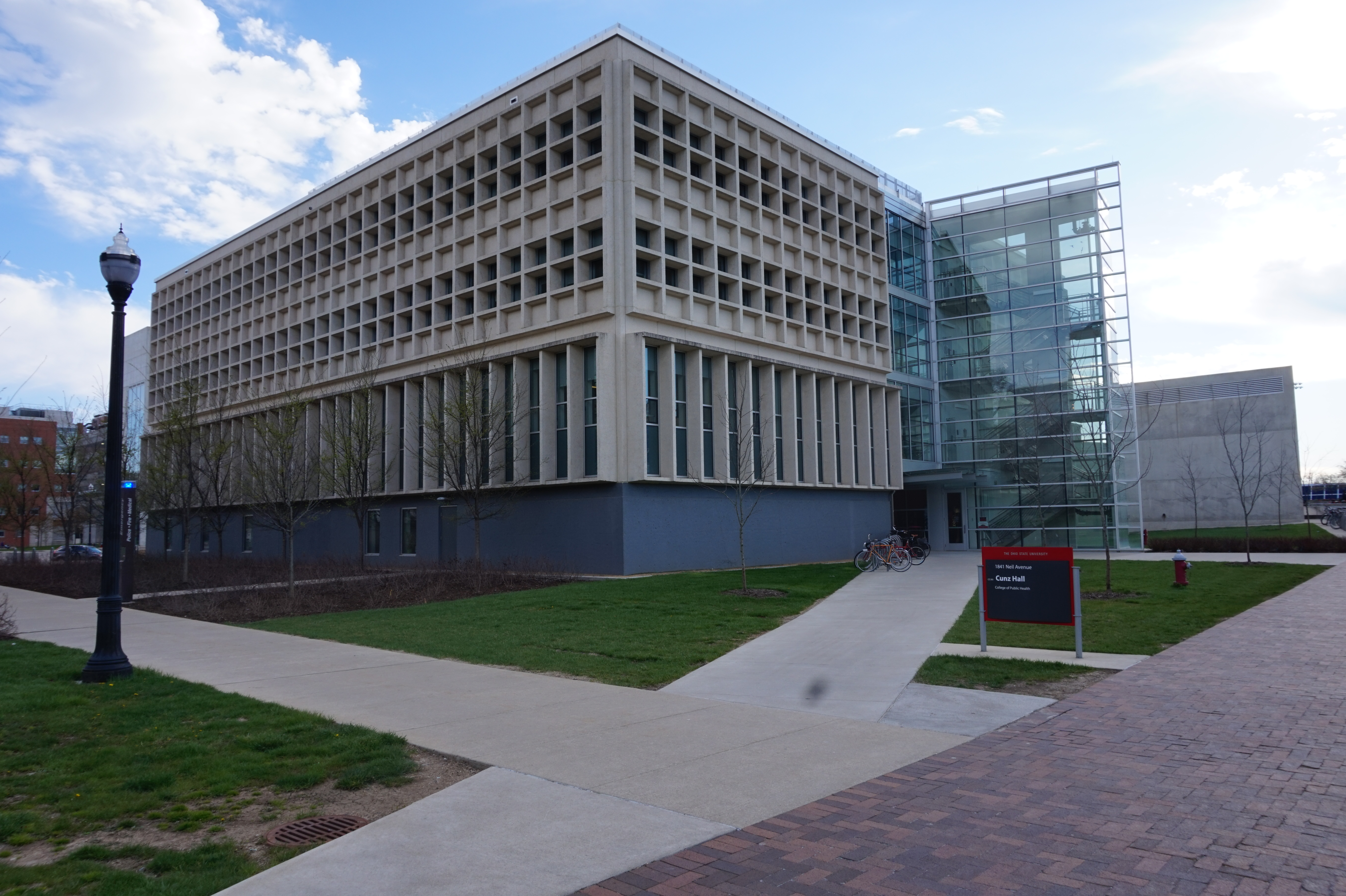
Die Cunz Hall im Jahre 2016

Für Dieter Cunz und Oskar Seidlin gibt es ein gemeinsames Grab auf dem Walnut Grove Cemetery in Worthington (Ohio).

## Gedenken
Neben den vielen lobenden Nachrufen aus Anlass seines Todes ragte eine Ehrung besonders heraus: Die Universität beschloss, das neue Gebäude, in das im Jubiläumsjahr 1969 alle moderne Fremdsprachen-Abteilungen einzogen, Dieter Cunz Hall of Languages zu nennen. Im Herbst 2011 wurde das Gebäude komplett renoviert und beherbergt seitdem unter dem Namen Cunz Hall die Hochschule für öffentliche Gesundheit der OSU.
Zu Ehren von Dieter Cunz wurde außerdem ein Fonds eingerichtet, aus dem jährlich ein Preis an herausragende Absolventen mit Haupt- oder Nebenfach Deutsch – „The Dieter Cunz Award“ – vergeben wird. Studierende können durch ihn für herausragende Leistungen in Studium oder Forschung oder für Führungsqualitäten innerhalb des Fachbereichs ausgezeichnet werden.

## Werke
- Walter Knoche (University of Maryland): Dieter Cunz: A LIST OF PUBLISHED WRITINGS 1934-1969
- Die Regentschaft des Pfalzgrafen Johann Casimir in der Kurpfalz 1583-1592, Dissertation, Limburg an der Lahn 1934.
- The Maryland Germans, A Histoyy, Princeton University  Press 1942 (und 1948)[19]:
- They came from Germany. The stories of famous German-Americans, 1966.